# 타이베이 도미니코 국제 학교
타이베이 도미니코 국제 학교(私立道明外僑學校)는 중화민국 타이완 타이베이 소재 사립 12년제 국제 초중고등학교이다.

## 개교
이 학교는 1957년에 첫 개교되었다.